# Safia praeusta
Safia praeusta är en fjärilsart som beskrevs av Heinrich Benno Möschler 1880. Safia praeusta ingår i släktet Safia och familjen nattflyn. Inga underarter finns listade.